# Обратный степенной метод
Обратный степенной метод, или метод обратных итераций, — итеративный алгоритм вычисления собственных векторов и значений. Позволяет искать собственные вектора и собственные значения произвольной матрицы. Обычно используется для вычисления собственных векторов, если для собственных значений известны достаточно хорошие приближения.
В вычислительном отношении метод похож на степенной метод. Вероятно, первоначально он был разработан для вычисления резонансных частот в механике.

## Метод
Пусть имеется квадратная матрица {\displaystyle A} и её приближённое собственное значение {\displaystyle \mu } Начальный вектор {\displaystyle b_{0}} может быть случайным или известным приближением собственного вектора. Метод сводится к последовательному вычислению векторов по формуле
{\displaystyle b_{k+1}={\frac {(A-\mu I)^{-1}b_{k}}{C_{k}}},}
где {\displaystyle C_{k}} — нормирующие константы. Обычно на каждом шаге просто нормируют вектор {\displaystyle b_{k+1}} к единичной длине. Последовательность векторов не обязательно сходится, но начиная с некоторого шага любой вектор последовательности является собственным с точностью до ошибок округления при умножении на матрицу. Ему соответствует ближайшее к {\displaystyle \mu } собственное значение. После того как найден собственный вектор {\displaystyle b}, можно точно вычислить это собственное значение по формуле:
{\displaystyle \mu _{b}={\frac {b^{T}Ab}{b^{T}b}}={\frac {(b,Ab)}{(b,b)}}}
Чем ближе {\displaystyle \mu } к собственному значению, тем быстрее сходимость. Когда известны хорошие приближения собственных значений, может потребоваться всего 2 — 3 итерации.

## Обоснование и сходимость
Обратный степенной метод отличается от степенного метода только используемой для умножения матрицей. Поэтому он позволяет найти собственный вектор, соответствующий
максимальному по модулю собственному значению матрицы {\displaystyle (A-\mu I)^{-1}}.
Собственные значения этой матрицы — {\displaystyle (\lambda _{1}-\mu )^{-1},...,(\lambda _{n}-\mu )^{-1},} где {\displaystyle \lambda _{i}} — собственные значения матрицы {\displaystyle A}.
Наибольшее по модулю собственное значение соответствует наименьшему по модулю значению {\displaystyle (\lambda _{1}-\mu ),...,(\lambda _{n}-\mu ).}
Собственные вектора {\displaystyle A} и {\displaystyle (A-\mu I)^{-1}} совпадают, поскольку:
{\displaystyle Av=\lambda v\Leftrightarrow (A-\mu I)v=\lambda v-\mu v\Leftrightarrow (\lambda -\mu )^{-1}v=(A-\mu I)^{-1}v}
В частности, если задать {\displaystyle \mu =0}, а матрица {\displaystyle A} имеет обратную, мы найдём собственный вектор с минимальным по модулю собственным значением.
В плане итераций обратный степенной метод ничем не отличается от степенного метода. Поэтому доказательство его сходимости идентично и метод имеет такую же линейную скорость сходимости.

## Если неизвестны приближения собственных значений
Пределы для собственных значений матрицы можно найти с помощью векторно подчинённой нормы матрицы. А именно
{\displaystyle \left\|A\right\|\geq |\lambda |,} для любого собственного значения {\displaystyle \lambda }.
Если собственные значения матрицы достаточно хорошо разделены, то, выбирая на отрезке {\displaystyle [-\left\|A\right\|,\left\|A\right\|]} начальные значения {\displaystyle \mu } с достаточно малым шагом, можно найти все собственные значения и вектора матрицы. Однако в этом случае более эффективным может оказаться метод итераций Рэлея.